# Amt Warnow-West
Het Amt Warnow-West is een samenwerkingsverband van 7 gemeenten en ligt in het Landkreis Rostock in de Duitse deelstaat Mecklenburg-Voor-Pommeren. Het Amt telt 17.331 inwoners. Het bestuurscentrum bevindt zich in de gemeente Kritzmow.

## Gemeenten
Het Amt bestaat uit de volgende gemeenten:
- Elmenhorst/Lichtenhagen (4.270)
- Kritzmow * (3.896) met Groß Schwaß, Klein Schwaß en Klein Stove
- Lambrechtshagen (2.891) met Allershagen, Sievershagen en Vorweden-Mönkweden
- Papendorf (2.535) met Gragetopshof, Groß Stove, Niendorf en Sildemow
- Pölchow (937) met Huckstorf en Wahrstorf
- Stäbelow (1.384) met Bliesekow en Wilsen
- Ziesendorf (1.418) met Buchholz, Buchholz-Heide, Fahrenholz en Nienhusen